# باتريشيا أفيري
باتريشيا أفيري (بالإنجليزية: Patricia Avery)‏ (12 نوفمبر 1902 - 21 أغسطس 1973) ممثلة أمريكية في عصر السينما الصامته بدأت مشوارها الفني في أوائل عقد 1920 .

## روابط خارجية
- باتريشيا أفيري على موقع IMDb (الإنجليزية)
- باتريشيا أفيري على موقع أول موفي (الإنجليزية)
- باتريشيا أفيري على موقع فايند أغريف